# طباخ شمسي

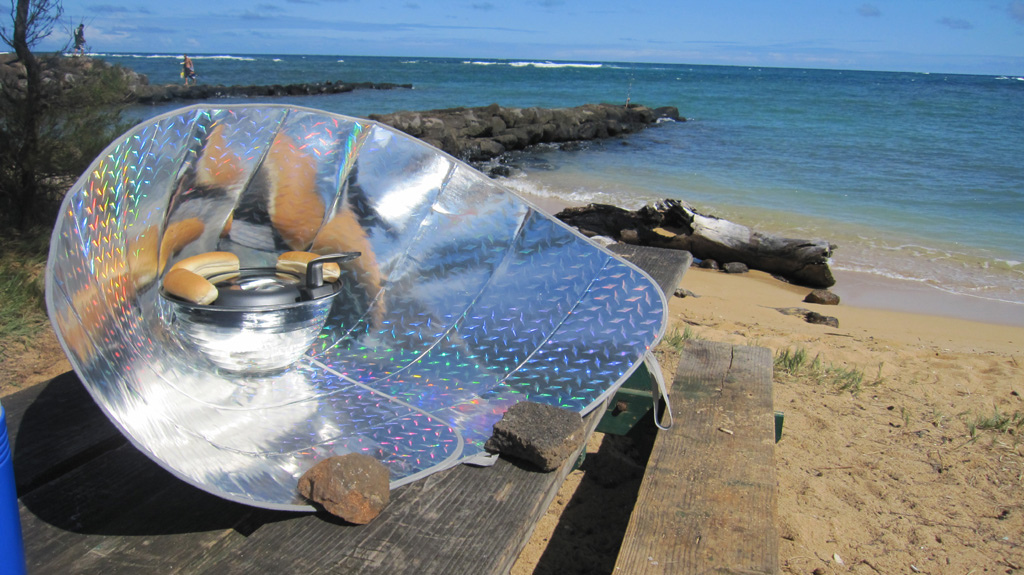
طهو النقانق بالطباخ الشمسي.

الطباخ الشمسي هو جهاز لطهو الطعام أو تعقيمه بالطاقة الشمسية. تتميز معظم الطباخات الشمسية بأنها رخيصة نسبياً، وذات تقنية بسيطة، رغم أن بعضها ذو قوة وكلفة مثل الطباخات التقليدية، ويمكن أن تطهو الطباخات الشمسية ذات الأحجام الكبيرة لمئات الأشخاص. تنشر العديد من المنظمات غير الربحية الداعمة للبيئة مبدأ الطباخات الشمسية لأنها لا تحتاج إلى وقود أو كلفة صيانة للتقليل من استخدام الوقود وكلفته (خصوصا في البلدان الفقيرة) وتلوث الهواء والتخفيف من التصحر إزالة الغابات التي تستخدم حطبها كوقود للطهو. يستخدم الطباخ الشمسي في الحالات التي يصبح فيها أقل كمية من الوقود مهمة، أو يكون خطر الحرائق غير مقصودة عاليا، والنتائج العائدة على الصحة والبيئة خطيرة.
معظم أنواع الطباخات الشمسية الموجودة حاليا هي الطباخ الشمسي المنحني، الفرن الشمسي، الطباخ اللوحي وغيرها.

## المبدأ
تركيز ضوء الشمس: يستخدم سطح عاكس ذو انعكاس منتظم عالي لتركيز الضوء القادم من الشمس نحو نقطة صغيرة لطهو الطعام. اعتماد على شكل السطح، يركز ضوء الشمس بترتيب معين للمرايا الكبيرة والكثيرة لإنتاج كمية كبيرة من الحرارة قادرة على إذابة الملح والحديد. معظم التطبيقات المنزلية لا تحتاج إلى كل هذه الحرارة العالية. وتصمم معظم الطباخات المنزلية لتوفر حرارة ما بين 150 فهرنهايت (65°) إلى 750 فهرنهايت (400°) في الأيام المشمسة.
تحويل طاقة الضوء إلى طاقة حرارية: تركز الطباخات الشمسية ضوء الشمس على المستلم مثل وعاء الطبخ. التفاعل بين طاقة الضوء والمعدن المستلم يحول الضوء إلى حرارة. يتضاعف هذا التحويل باستخدام معادن تتحمل حفظ الحرارة. يجب أن يكون وعاء الطعام بلون الأسود لمضاعفة الامتصاص.
حبس الطاقة الحرارية: من المهم التقليل الحمل بعزل الهواء الموجود داخل الطباخ عن الهواء خارجه وذلك بوضع غطاء من الزجاج على الوعاء مما يعزز من الامتصاص من قمة الوعاء ويعطي تأثير البيت الزجاجي الذي يحسن التأثير الحراري ويقلل من انتقال الحرارة. تنقل هذه الطبقة اللامعة الضوء القادم لكنها كتيمة بالنسبة لخروج الأشعة تحت الحمراء. في بيئة بحثية مغلقة، يقدم كيس بلاستيكي يحتمل الحرارة نفس الغرض، حبس الهواء داخله وتسهيل الوصول للحرارة المطلوبة في الأيام الباردة والعاصفة مثل الأيام الحارة.

## العملية

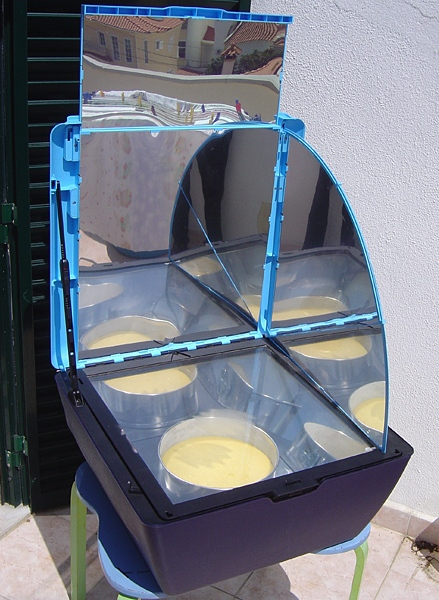
الفرن الشمسي في حالة عمله.

تستخدم الطباخات الشمسية المختلفة طرق طهو مختلفة ولكن بنفس الفكرة الأساسية.
يعد الطعام بوضعه مثل الفرن أو الموقد العادي. على أي حال، لكي يطهو الطعام بسرعة أكبر يجب أن يكون مقطعا، لذلك يوضع الطعام في الطباخ الشمسي عادة مقطعا وبأحجام أصغر من الطباخ العادي. على سبيل المثال، تقطع البطاطا إلى قطع بحجم اللقمة على عكس شواءها بالحجم الكامل. ويمكن في حالة الطبخ البسيط مثل إذابة الزبدة أو الجبنة، لا تحتاج إلى الغطاء ويمكن وضعها في إناء أو زبدية غير مغطاة.
يوضع الوعاء داخل الطباخ الشمسي، ويوضع على طابوق، حجر، مقعد حديد، والطباخ الشمسي على أشعة الشمس المباشرة. إذا كان الطباخ الشمسي بكامله على أشعة الشمس المباشرة فإن ظل الطباخ الشمسي لن يتداخل مع أي ظل آخر. يترك الطعام عادة في الفرن الشمسي بدون مراقبة لأن تفقد الطعام يسمح بهروب الحرارة من الفرن ويبطئ عملية النضج.وفي الحاجة إلى تفقد الطعام فكل ساعة أو ساعتين فقط. إذا تُرك الطعام لعدة ساعات، يوجه الفرن نحو النقطة التي تتحرك الشمس إليها في أعلى نقطة من السماء، عوضا عن تركه في موضعه الحالي.
تعتمد كمية الوقت لنضج الطعام بشكل أساسي على نوع الطباخ المستخدم، كمية أشعة الشمس ونوعية الطعام المراد طبخها. حرارة الجو والرياح والمنطقة كلها تؤثر على أداء العملية. يطبخ الطعام بشكل أسرع أثناء فترة الظهر من أوقات الصباح الباكر أو العصر.
من الصعب أن يحرق الطعام في الطباخ الشمسي. لا يوجد فرق كبير بين الطعام الذي طبخ بزيادة ساعة عن الطعام الذي طبخ بشكل عادي. والاسثتناء من هذه القاعدة هو بعض الخضروات الخضراء التي تتغير بسرعة من لون أخضر ساطع إلى لون زيتوني غامق وعلى الرغم من ذلك تحتفظ بشكل مرغوب.
بالنسبة لباقي الطعام مثل الرز يصعب على الشخص أن يقدر كمية الوقت الذي يحتاجه. وهناك بعض الفروق على الخبز والمعجنات حيث تصبح سمراء من الأعلى بدلا من الأسفل. ومقارنة بالطبخ على النار، يكون الطعام بلا نكهة دخانية.

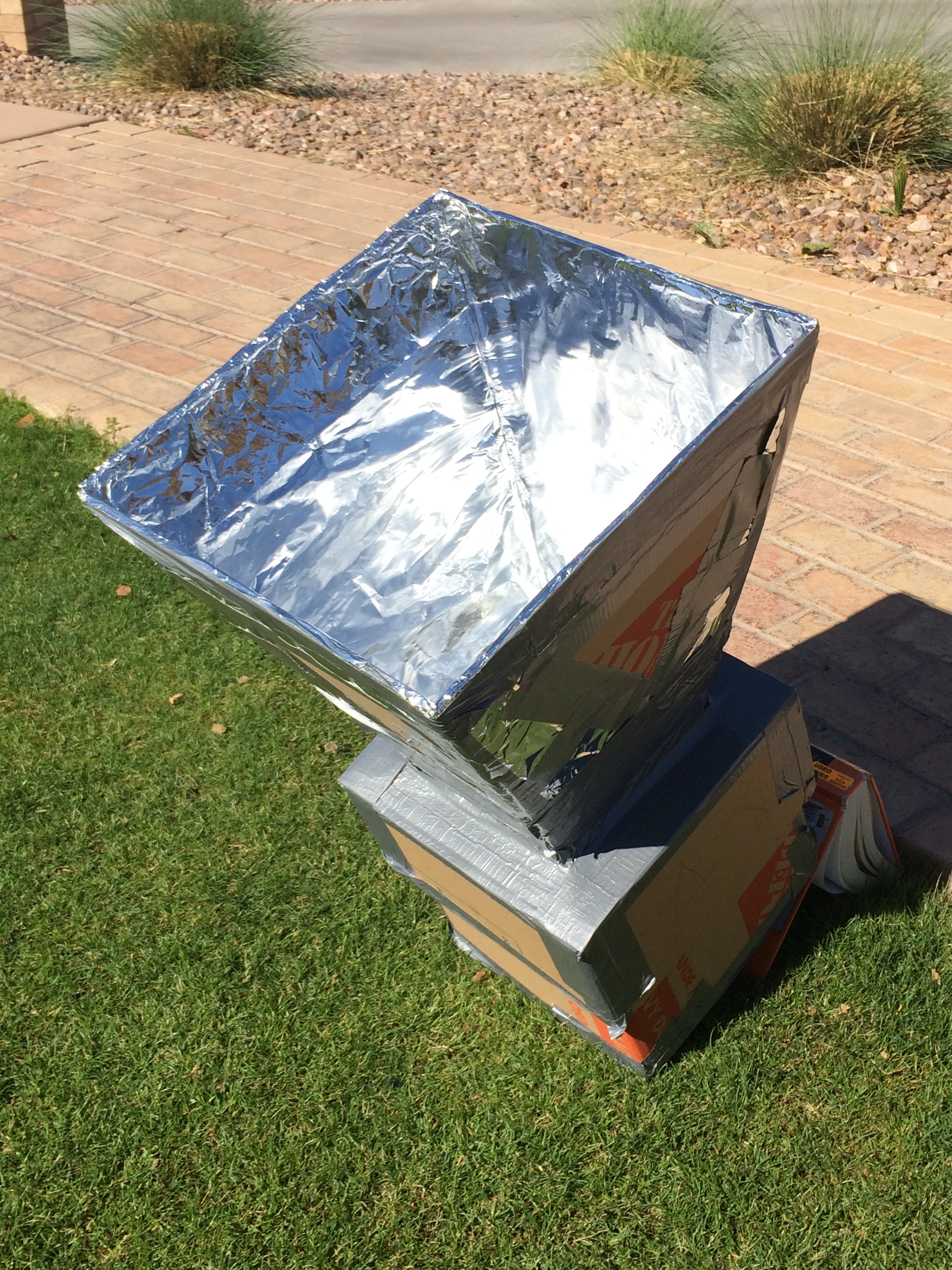
فرن شمسي مصنوع من ورق جرائد وكرتون وشريط عاكس.

## العاكس المكافئ
تجمع العاكسات المكافئة أشعة الشمس في نقطة واحدة. وعندما تركز هذه النقطة في أسفل وعاء تسخنه إلى درجات حرارة عالية والتي عادة ما تقارن بدرجات الحرارة للغاز العادي أو مشواة الفحم. هذا النوع من الطباخات الشمسية منتشر بشكل واسع حول العالم، غالبا في الهند والصين، حيث تستخدمه آلاف العائلات لطهو الطعام أو تسخين الماء.
تصنع بعض العاكسات المكافئة بمواد وتصميمات متقدمة والتي أعطت فعالية بالطاقة الشمسية حتى 90% تقريبا. بعض العاكسات كانت كبيرة بحيث تطهو لألاف الأشخاص يوميا، مثل العاكس الشمسي في أوروفيل في الهند والذي يطبخ وجبتين في اليوم لألف شخص يوميا.